# Eduard Reichelt
Eduard Reichelt (18. března 1868 Žandov – 14. listopadu 1928 Rumburk) byl rakouský a český pedagog a politik německé národnosti, na počátku 20. století poslanec Českého zemského sněmu.

## Biografie
Profesí byl od roku 1893 pedagogem. V letech 1896–1918 působil jako učitel na gymnáziu v Teplicích-Šanově (vyučoval zde latinu, řečtinu a němčinu, v Teplicích kromě toho učil na dívčím lyceu) a pak jako ředitel státního reálného gymnázia v Rumburku. Zasadil se o založení rumburské knihovny a pak ji vedl. Předsedal spolku středoškolských učitelů.
Na počátku století se zapojil i do zemské politiky. Ve volbách v roce 1908 byl zvolen do Českého zemského sněmu v kurii městské (volební obvod Děčín, Podmokly, Č. Kamenice, Chřibská). Politicky se uvádí jako všeněmec. Patřil k Německé radikální straně, která vznikla odštěpením od všeněmců.
Po roce 1908 se ovšem plénum sněmu kvůli obstrukcím již fakticky nescházelo. V roce 1910 se Reichelt angažoval v pokusu o česko-německé vyrovnání v Čechách a náležel mezi stoupence kompromisu. Společně s poslancem Josefem Malym hlasoval pro kompromisní verzi jazykového zákona, ale byl následně přehlasován svými německými poslaneckými kolegy. V důsledku toho 29. března 1911 rezignoval na poslanecký mandát. V doplňovacích volbách ho pak nahradil Hieronymus Siegel.
Po několik let zastával funkci předsedy organizace Bund der Deutschen in Böhmen. Zemřel v listopadu 1928.